# Eilema sogai
Eilema sogai är en fjärilsart som beskrevs av De Toulgoët 1984. Eilema sogai ingår i släktet Eilema och familjen björnspinnare. Inga underarter finns listade i Catalogue of Life.